# Puppet Soccer 2014
Puppet Soccer 2014 je česká sportovní videohra z roku 2014. Vytvořilo ji studio Nox Games. Je určena pro iOS a Android.

## Hratelnost
Hráč si může vybrat za jakou zem bude hrát a jakého hráče bude ovládat. Postavy jsou parodií skutečných hráčů. Na výběr je z mistrovství a zápasu pro dva hráče. Hráč ovládá maňáska a jeho cílem je dostat míč do brány přes soupeře.